# أسطول غواصات يو الثالث والثلاثون
أسطول الغواصات الثالث والثلاثون ("33. Unterseebootsflottille ") كانت وحدة خط المواجهة التابعة لبحرية ألمانيا النازية كريغسمرينه خلال الحرب العالمية الثانية. 
ضم الأسطول غواصات يو التي كانت متمركزة في قواعد الغواصات الفرنسية التي استولت عليها قوات الحلفاء خلال حملة نورماندي، وكذلك الغواصات التي تعمل في المحيط الهندي ( مونسون جروب ). تم حل الأسطول في مايو 1945 بعد استسلام ألمانيا. 

## قادة الأسطول
- كورفيتنكابيتان Georg Schewe (سبتمبر – أكتوبر 1944)
- Korvettenkapitän غونتر كونك (أكتوبر 1944 – مايو 1945)

## الغواصات المكونة للأسطول
تم تخصيص ستة وسبعين غواصة يو لهذا الأسطول أثناء خدمته. 
- يو-155
- يو-168
- يو-170
- يو-181
- يو-183
- يو-190
- يو-195
- يو-196
- يو-219
- يو-234
- يو-245
- يو-260
- يو-262
- يو-267
- يو-281
- يو-309
- يو-382
- يو-398
- يو-510
- يو-516
- يو-518
- يو-530
- يو-532
- يو-534
- يو-537
- يو-539
- يو-541
- يو-546
- يو-547
- يو-548
- يو-714
- يو-758
- يو-763
- يو-802
- يو-804
- يو-805
- يو-806
- يو-843
- يو-853
- يو-857
- يو-858
- يو-861
- يو-862
- يو-864
- يو-866
- يو-868
- يو-869
- يو-870
- يو-873
- يو-874
- يو-875
- يو-877
- يو-878
- يو-879
- يو-880
- يو-881
- يو-889
- يو-953
- يو-989
- يو-1106
- يو-1170
- يو-1205
- يو-1221
- يو-1223
- يو-1226
- يو-1227
- يو-1228
- يو-1230
- يو-1231
- يو-1232
- يو-1233
- يو-1235
- يو-1271
- يو-1305
- UIT-24
- UIT-25